# حديقة يويهاى
حديقة يويهاى تقع في منطقة نينغشيا شمال غربي الصين. تبلغ مساحة حديقة يويهاى للأرض الرطبة 800 هكتار، ووتتميز بكثرة المياه وجمال وروعة المناظر وتنوع الحيوانات بها. في الحديقة 114 نوعا من النباتات و107 أنواع من الطيور وأكثر من 20 نوعا من الحيوانات البرية المحمية على المستوى الوطني. وهي أيضا محطة توقف لهجرة الطيور في المنطقة الغربية.
الأرض الرطبة في يويهاى هي أكبر أرض رطبة من حيث المساحة في منطقة نينغشيا الذاتية الحكم لقومية هوى في شمال غربي الصين. تبلغ مساحتها 3ر393 هكتارا ويبلغ حجم المياه فيها 10 ملايين كيلومتر مكعب.
وأرض يويهاى الرطبة متصلة بالبحيرة الغربية فإن المساحة المائية للمقاطعة تصل إلى 3000 هكتار. وهي تجمع بين الوقاية من الفيضانات وتهيئ الظروف للسياحة البيئية فهي من أجمل مناطق المناظر في المقاطعة.